# Machiavelli (kaartspel)

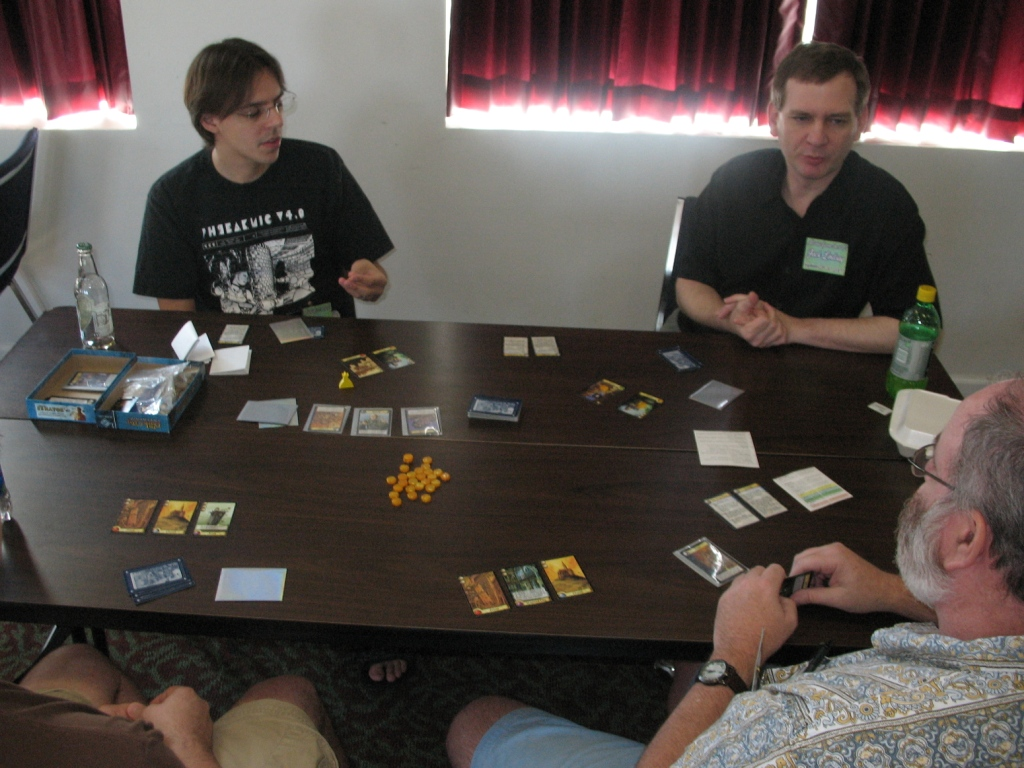
Spelers spelen Machiavelli

Machiavelli is een kaartspel, bedacht door Bruno Faidutti en oorspronkelijk uitgegeven als Ohne Furcht und Adel, wat "Zonder angst en adel" betekent. Machiavelli was finalist van de Spiel des Jahres-prijs in 2000 en won de Nederlandse Spellenprijs in 2001. Het spel is in Nederland uitgegeven door 999 Games. Elders is het spel bekend onder de naam "Citadels".

## Het spel

### Doel van het spel
De spelers proberen hun eigen stad te vergroten door de bouw van acht zo waardevol mogelijke gebouwen. Om dit te bereiken moeten ze uit hun hand kaarten neerleggen (gebouwen bouwen) en hun goudvoorraad op peil houden.

### Voorbereiding
Elke speler krijgt twee gouden munten en vier gebouwkaarten.
De oudste speler krijgt de "koningmarkering" en begint dus als koning. Het spel begint nu als volgt:
De personage- en gebouwenkaarten worden geschud en enkele worden apart gelegd (hoeveel kaarten, en of ze gedekt zijn of niet, hangt af van het aantal spelers).

### Het verloop van het spel

#### 3 tot 7 spelers
De koning schudt de personagekaarten en legt enkele kaarten open. (4 → 2, 5 → 1, 3/6/7 → 0)
Hij kijkt nu naar de bovenste kaart en legt deze gedekt op tafel.
Nu kan hij een personage kiezen.
De resterende personagekaarten schuift hij door naar de volgende speler, die op zijn beurt een personage kiest.
Voor de laatste speler blijven er 2 kaarten over, waaruit hij er één kiest en 1 gedekt op tafel legt.
Elke speler heeft nu 1 personage (bij 3 spelers 2 personages).
De speler met de koningsmarkering roept nu om de beurt de personages op. De speler die het genoemde personage koos maakt dat bekend en zijn beurt begint:
- Neem twee gouden munten van de stapel of neem twee gebouwkaarten, waarvan je er een aan de onderkant van de stapel legt.
- Bouw een gebouw door een gebouwkaart op te leggen en het benodigde goud te betalen. Spelers kunnen niet meerdere gebouwen bouwen in één beurt, tenzij ze de Bouwmeester of Bezweerder (uitbreiding) zijn.
- Voer een personage-specifieke actie uit. Als het genoemde personage de Koning is kan een andere speler de koningsmarkering krijgen.

Bovenstaande handelingen worden in een zelf gekozen volgorde uitgevoerd. Als geen enkele speler het genoemde personage heeft gekozen wordt het volgende personage genoemd.

#### 2 spelers
De koning kijkt naar de bovenste kaart en legt deze gedekt op tafel.
Hij kiest één personage en geeft de rest (6 kaarten) door aan de volgende persoon.
Deze persoon kiest ook één personage en legt er één gedekt op tafel.
Dit wordt nog één keer herhaald. Beide spelers hebben nu 2 personages.
Het verloop is hetzelfde.
Opmerking:
Er zijn ook paarse gebouwen in het spel, deze hebben allemaal één voordeel vanaf het moment dat ze gebouwd worden.
Bijvoorbeeld beschermd zijn tegen Conditierre en Diplomaat

### Personages

#### Basisspel
1. MoordenaarNoemt een personage om te "vermoorden". Deze speler wordt vervolgens overgeslagen door de Koning.
2. DiefNoemt een personage om van te "stelen". Wanneer die speler wordt opgenoemd geeft diegene al het geld aan de dief. De Dief kan niet stelen van de Moordenaar/heks (zie uitbreiding) of van degene die vermoord/behekst is.
3. MagiërMag zijn hele hand of een aantal kaarten wisselen met een speler, of mag kaarten onder op de stapel leggen en evenveel kaarten van de stapel pakken.
4. KoningWanneer de koning wordt genoemd krijgt die speler de koningsmarkering en noemt de resterende personages op. De koning krijgt één gouden munt voor elk geel gebouw.
5. PredikerKrijgt één goud voor elk blauw gebouw in zijn stad. De Prediker is beschermd tegen de Condottiere en Diplomaat (zie uitbreiding).
6. KoopmanKrijgt één goud aan het begin van zijn beurt. De Koopman krijgt ook één goud voor elk groen gebouw in zijn stad.
7. BouwmeesterNa zijn eerste actie (nemen van goud of een kaart) pakt de Bouwmeester twee kaarten. De Bouwmeester mag 3 in plaats van 1 gebouw bouwen.
8. CondottiereMag een gebouw van een andere speler (behalve de Prediker) vernietigen door één goud minder te betalen dan het oorspronkelijk gekost heeft. Deze kaart wordt onder op de stapel gelegd. De Condottiere krijgt één goud voor elk rood gebouw in zijn stad. De Condottiere kan geen gebouwen vernietigen van iemand die al 8 gebouwen heeft.

#### Uitbreiding Donkere landen
1 HeksNeemt inkomen en kiest een personage dat ze wil beheksen. Hierna is haar beurt (voorlopig) voorbij. Als het gekozen personage wordt opgeroepen mag deze speler zijn inkomen nog nemen. Hierna voert de Heks de beurt van de speler uit. Ze mag alle eigenschappen van het personage (dat behekst is) uitvoeren.
2 BelastinginnerDeze ontvangt van iedere speler die deze ronde minimaal één gebouw heeft gebouwd een goudstuk (spelers zonder goud hoeven dit niet te doen)
3 BezweerderMag hand kaarten van een medespeler bekijken en één uitkiezen. Hij mag deze in hand nemen of direct bouwen en betalen. Dit is geen onderdeel van zijn bouwfase en mag dus nog een tweede gebouw bouwen.
4 IntrigantOntvangt 1 goudstuk voor elk geel gebouw in zijn stad. Op het moment dat hij opgeroepen wordt mag hij koningsmarkering verzetten naar een andere speler. Hij mag deze noch bij de eigenaar laten staan noch aan zichzelf geven.
5 AflaatpredikerOntvangt 1 goudstuk voor elk blauw gebouw in zijn stad. De speler met het meeste goud moet 1 goudstuk betalen aan de aflaatprediker. Als er dit er 2 zijn of als hij dit zelf is ontvangt hij niet.
6 AlchemistHij ontvangt al het goud, dat hij voor het bouwen van de gebouwen heeft betaald op het einde van de beurt weer terug. Hij mag wel niet meer uitgeven dan dat hij bezit.
7 VeroveraarNa zijn inkomstenfase ontvang de veroveraar 4 gebouwenkaarten of 4 goudstukken. Hierna is zijn beurt voorbij.
8 DiplomaatDeze krijgt 1 goudstuk voor elk rood gebouw in zijn stad. Hij mag een gebouw in zijn stad omwisselen met een gebouw in de stad van een medespeler. Als dit gebouw duurder is betaalt hij het verschil terug. Hij mag niet kiezen voor een gebouw van de Prediker (zie basisspel).
9 KunstenaarHij mag 1 of 2 gebouwen in zijn stad verfraaien door een goudstuk op te leggen. Elk gebouw mag maximaal 1 keer verfraaid worden. Verfraaide gebouwen worden in alle opzichten 1 opgewaardeerd. (overwinningspunten, diplomaat, ...)
9 KoninginDeze ontvangt 3 goudstukken als zij aan het begin van de beurt naast de koning zit. Ook als ze wordt vermoord. (Gebruik deze in een spel met 5 of meer spelers)

### Einde spel + Winnaar
Het spel eindigt als een speler 8 gebouwen heeft gebouwd. De ronde wordt nog uitgespeeld.
Punten:
- 4 punten voor de eerste speler met 8 gebouwen
- 3 punten voor het hebben van een gebouw van elke kleur (geel, rood, blauw, groen, paars)
- 2 punten als de speler na de laatste ronde ook 8 gebouwen bezit
- 1 punt voor elk actiekaart die de speler in zijn handen heeft (nieuwe editie)

Goudstukken leveren geen punten op. De speler met de meeste punten is de winnaar.